# Похищение супругов Хилл

Дорожный знак на месте заявленного «инцидента»

Бетти Хилл (англ. Betty Hill), урождённая Юнис Элизабет Барретт (англ. Eunice Elizabeth Barrett, 28 июня 1919 года, Ньютон, Нью-Гэмпшир — 17 октября 2004 года, Портсмут, Нью-Гэмпшир) и Барни Хилл-мл. (англ. Barney Hill, Jr, 20 июля 1922 года — 25 февраля 1969 года, Портсмут, Нью-Гэмпшир) — американская супружеская пара из Портсмута в Нью-Гэмпшире, по их заявлениям в 1961 году пережившая похищение существами из НЛО. Никаких реальных доказательств эти утверждения не имеют.
История супругов Хилл занимает ведущее положение среди имеющихся сведений о посещении Земли инопланетянами и проведения ими экспериментов, является одной из самых известных и упоминаемых в псевдонауке уфологии.

## Предыстория
На 1961 год Хиллы жили в Портсмуте в Нью-Гэмпшире, где Бетти работала в социальной службе, а Барни — в агентстве американской почтовой службы. Также Хиллы были активистами Униатской паствы, членами NAACP, а Барни, помимо этого, заседал в местной комиссии США по гражданским правам.
Чета Хилов поженилась 12 мая 1960 года и для обоих этот брак был вторичным — Бетти до этого была замужем за Робертом Стюартом, Барни был женат на Руби Хорн. Они были межрасовой парой, что в те времена для США было весьма необычно; хотя оба родились в Америке, Барни был афроамериканцем, а Бетти — евроамериканкой. Детей у пары не было, но оба имели детей от предыдущих браков.

## Появление НЛО
Согласно их показаниям, поздно вечером 19 сентября 1961 года, где-то в районе 22:30, супруги возвращались на автомобиле «Шевроле» из отпуска, который провели в Монреале (Канада) и на Ниагарском водопаде. Вместе с ними в машине была их собака Делси. К югу от Ланкастера Бетти заметила в небе двигающуюся маленькую яркую точку, которую приняла за падающую звезду. В этот момент Барни выехал на трассу US 3, в то время как Бетти заметила, что точка двигается не вниз, а вверх. Постепенно точка стала перемещаться всё более беспорядочно и начала увеличиваться в размерах. Когда Хиллы проезжали стоянку для пикника на юге от Твин-Маунтен, Бетти уговорила Барни остановиться и понаблюдать за точкой. Опасаясь бродящих в округе медведей, Барни достал из бардачка пистолет.
Бетти начала разглядывать точку в бинокль и, по её словам, уже тогда поняла, что это НЛО, поскольку за несколько лет до этого её сестра призналась, что видела летающую тарелку. Барни, посмотрев в бинокль, решил, что видит самолёт, летящий в Вермонт. Через какое-то время Хиллы вернулись в машину и отправились к перевалу Франкония-Нотч. С их слов, они медленно ехали через перевал, в то время как объект стал ещё ближе. Бетти позже утверждала, что когда объект пролетел над утёсом Старик-горы, то он оказался где-то в полтора раза длиннее утёса в профиль (12 метров) и именно тогда они заметили, что он вращается.
Хиллы поспешили уехать подальше от объекта, услышав вслед «короткие сигналы» как от микроволновой печи. Барни ощущал сильную боль в шее. Оба супруга не могли вспомнить, что с ними произошло в течение двух часов, что они провели в дороге.

## Похищение
Позднее у супругов начались стрессы, а Бетти стали сниться кошмары. В них её истязали непонятные сущности в странном месте. Бетти и Барни обратились в известную психиатрическую клинику. Доктор Бенджамин Саймон решил провести с ними сеанс регрессивного гипноза и выяснить произошедшее с ними за те два часа, что выпали из памяти Хиллов. Каждого из супругов обследовали в разных палатах, и их рассказы во многом совпадали.
Под гипнозом оба супруга рассказали, что в ту сентябрьскую ночь их машина была остановлена низкорослыми гуманоидами с большими грушевидными головами. По предположению М. Коттмейера, описанные во время гипноза «существа» весьма напоминают пришельца из эпизода «Щит Беллеро» телесериала «За гранью возможного», показанного примерно за две недели до этого.

## Звёздная карта

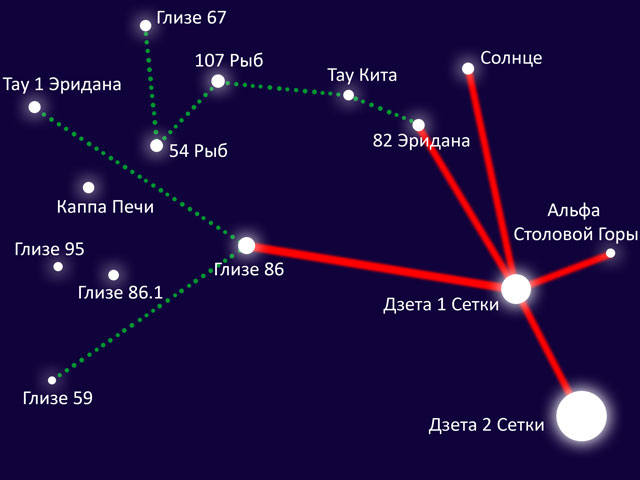
«Звёздная карта» Бетти Хилл (по версии Марджери Фиш)

Бетти говорила, что эти существа якобы прибыли с другой планеты: ей показали какой-то чертёж без надписей, который она назвала «звёздной картой». Одно из существ, общавшихся с ней телепатически, спросило её, знает ли она, где находится Солнце. Бетти ответила, что не знает, и это существо не сообщило ей, откуда они прилетели. Находясь в состоянии гипноза, Бетти нарисовала эту «карту», представлявшую собой группу точек и кругов, соединённых между собой разными линиями. Существо сообщило ей, что сплошные линии означают торговые пути, а пунктирные — «места, в которых они изредка бывали».
Некоторые уфологи, такие как Жак Валле и Дональд Кихо, отнеслись скептически к этому случаю в целом и к такой детали, как «звёздная карта» в частности. Для других же уфологов, являвшихся сторонниками идеи внеземного происхождения НЛО, этот случай стал доказательством их гипотезы.
В 1968 году астроном-любитель Марджери Фиш из Ок-Харбора из штата Огайо в результате длительных поисков обнаружила звёзды, положение которых могло бы соответствовать рисунку Бетти. Фиш искала среди звёзд, расположенных на расстоянии 50 световых лет от Солнца, и среди тех, что, по мнению астрономов того времени, могли бы иметь пригодные для жизни планеты. Согласно её расчетам, существа, похитившие Хиллов, прилетели с планеты возле бинарной звёздной системы Дзета-1 и Дзета-2 созвездия Сетки. Существование этих планет на сегодняшний день у 54 Рыб и у 82 Эридана — из тех, которые указаны на этой карте, — доказано. При этом, согласно этой теории, один из торговых путей проложен к Солнцу.
В 1990-х, однако, версия Фиш начала подвергаться критике, так как полученные от космического телескопа «Hipparcos» данные показали, что её карта имеет неточности: в частности было установлено, что некоторые звёзды в интерпретации Фиш на самом деле расположены гораздо дальше, чем считалось в 1960-х, в то время как те звёзды, которые Фиш посчитала непригодными для жизни, теперь были признаны пригодными и наоборот. В конечном итоге сама Фиш признала на основе этих данных, что её карта неверна.

## Комментарии
Барни сообщил также, что пришельцы имели очень «большие всеохватывающие глаза». За 12 дней до его рассказа в одной из серий американского телесериала «За гранью возможного» был показан пришелец именно с такими глазами.
Доктор Бенджамин Саймон, проводивший гипноз, и сами Хиллы разошлись во мнениях относительно случившегося, однако в одном были согласны друг с другом: сеанс гипноза помог Хиллам побороть мучившее их беспокойство. Впоследствии Саймон написал статью о Хиллах для журнала «Psychiatric Opinion», объяснив свои выводы тем, что данный случай представляет собой единичное психическое отклонение.
23 декабря 2015 года известный американский писатель и скептик Роберт Шиффер опубликовал 48 отсканированных страниц архивных документов, связанных со случаем Бетти и Барни Хилл. Документы содержат переписку между доктором Саймоном, другим известным американским исследователем НЛО, и скептиком Ф. Дж. Классом, Бетти Хилл, самим Шиффером. Также там были представлены копии схем, нарисованных Бетти Хилл, отчёт о погодных наблюдениях 19–20 сентября 1961 года и другие данные.

## Влияние на культуру
- История с Хиллами легла в основу музыкального радиоспектакля «Контакты третьего рода»[7] музыкального коллектива «Новые Композиторы» для лекции в ленинградском планетарии в 1989 г.
- В сериале «Тёмные небеса» в первой серии главный герой приходит в гости к семье Хилл, чтобы расследовать их случай.
- В мультсериале «Гравити Фолз» в семнадцатой серии второго сезона в криптограмме на инопланетном космическом корабле зашифрована надпись «BETTY AND BARNEY WERE HERE».
- В серии 02b восьмого сезона мультсериала «Время приключений» рассказывается о похищении супругов Хилл.
- Песня Bug in the Net группы Hypocrisy посвящена этому похищению.